# El infinito
«El infinito» (Traducido de «L'infinito») es un poema escrito por el poeta romántico italiano Giacomo Leopardi (29 de junio de 1798 – 14 de junio de 1837). El trabajo fue compuesto entre 1818 y 1819 y publicado en un volumen del poemario de Leopardi titulado «Idilli» en 1826; en 1831 fue publicado en la colección de poesía I Canti (Cantos).
«El infinito» ha sido considerado por la crítica como uno de los poemas más perfectos de Leopardi y de la literatura italiana y mundial.

## Poema
Sempre caro mi fu quest'ermo colle,

e questa siepe, che da tanta parte

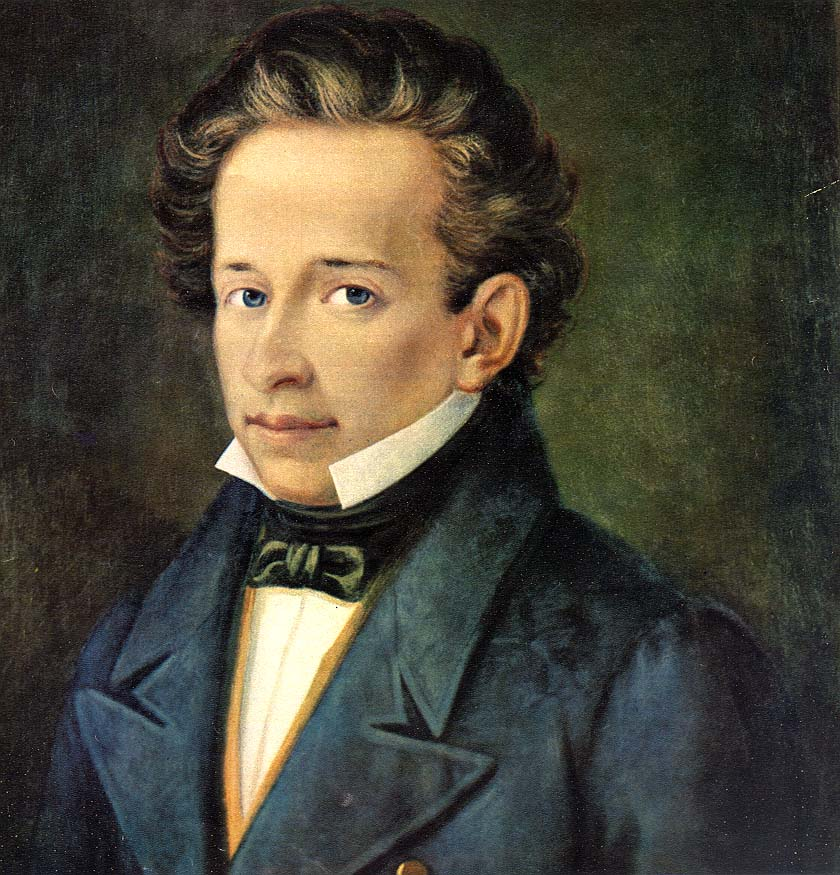
Giacomo Leopardi, escritor del poema «El infinito», uno de los más famosos y aclamados en la literatura italiana. Retrato hecho por A. Ferrazzi (1820), Recanati, Casa-Museo Leopardi.

dell'ultimo orizzonte il guardo esclude.

Ma sedendo e mirando, interminati

spazi di là da quella, e sovrumani

silenzi, e profondissima quiete

io nel pensier mi fingo, ove per poco

il cor non si spaura. E come il vento

odo stormir tra queste piante, io quello

infinito silenzio a questa voce

vo comparando: e mi sovvien l'eterno,

e le morte stagioni, e la presente

e viva, e il suon di lei. Così tra questa

immensità s'annega il pensier mio:

e il naufragar m'è dolce in questo mare.

Siempre querido me fue este solitario cerro

y este seto que tanta parte

del último horizonte la mirada excluye.

Mas, sentado y mirando interminables

espacios de allá lejos, y sobrehumanos

silencios y su hondísima quietud,
 
me quedo enmimismado hasta que casi

el corazón se teme. Y como el viento

cuyo tráfago escucho entre las hojas, a este

silencio sin fin esta voz

voy comparando: y me acuerdo de lo eterno

y de las muertas estaciones y la presente y viva,

y sus sonidos. Así a través de esta

inmensidad se anega el pensamiento mío;

y naufragar en este mar me es dulce.